# ピーター・A・マッカロー
ピーター・アンドリュー・マッカロー（英語: Peter Andrew McCullough[məˈkʌlə]、1962年12月29日 - ）は、アメリカの循環器専門の医師。ピーター・マッカローとも表される。ベイラー大学メディカル・センター内科の副主任、テキサスA&M大学の教授を務めた。
COVID-19パンデミックの際、COVID-19とその治療法、COVID-19ワクチンに関する誤った情報を広めた。2022年10月、米国内科医局（ABIM）は、COVID-19の誤報を広めたことを理由に、マッカローの認定医資格を取り消すよう勧告した。

## 初期の経歴と学歴
1962年12月29日、アメリカ合衆国でニューヨーク州のバッファローに生まれた。1984年にベイラー大学で理学の学士を取得し、1988年にテキサス大学サウスウェスタン医療センターで医学の博士を取得した。その後ミシガン州のグレイリングで2年間内科の医師として勤務し、1994年にミシガン大学公衆衛生大学院で公衆衛生の修士を取得した。

## 活動
1997年までデトロイト都市圏のウィリアム・ボーモント病院（現: ボーモント病院）で循環器についての研究員を務めた。その後、デトロイトのヘンリー・フォード心臓・血管研究所（現: ヘンリー・フォード健康システムの一部）で3年間勤務し、ミズーリ大学カンザスシティ校医学部循環器科の科長を務め、再びウィリアム・ボーモント病院で2002年から2010年まで勤務した。その後4年間セントジョン・プロビデンス・ヘルスシステムの主任を務め、2014年にベイラー大学メディカルセンターに移籍した。2021年2月、ベイラー・スコット&ホワイト医療センターを離職した。米国心臓・腎臓学会（現在は消滅している）の創設者であり、2021時点で会長を務めていた。また、同学会の学会誌『Cardiorenal Medicine』の共同編集長、『Reviews in Cardiovascular Medicine』誌の編集長を務めている。ランニングと心臓病に関するいくつかの研究を行い、一部のアスリートに見られる心臓病であるフィディピデス心筋症という言葉を共同で説明した。その他、心臓病と腎臓病の関係や心臓病の危険因子などについても研究している。
2021年2月、マッカローはベイラー・スコット＆ホワイト・メディカル・センターと秘密保持契約を結んだ。2021年7月、彼がCOVID-19に関する誤った情報を広めたことを受けて、ベイラーはベイラーヘルスとの現在の関係を偽って主張しないようにマッカローを訴えた。2023年1月17日、テキサス州ダラス郡の第191司法地方裁判所はこの訴訟を棄却した。詳細は明らかにされていないが、The Texan紙によると、「不利益を伴う請求の棄却は通常、和解合意に達した後に行われる」とのことである。
彼は保守的擁護団体「米国医師外科医協会」のメンバーであり、同団体が推進する陰謀論や医学的誤報を擁護してきた。

### COVID-19
COVID-19パンデミックの際、マッカローは信用できない治療薬であるヒドロキシクロロキンやイベルメクチンを用いた早期治療を提唱し、アメリカ国立衛生研究所（NIH）やアメリカ食品医薬品局（FDA）の対応を批判し、公衆衛生の勧告に反対し、COVID-19の誤報に貢献した。

#### COVID-19に関する誤った情報
マッカローの公的な発言は、COVID-19の誤った情報の拡散に貢献した。
- 2021年3月、マッカローはテキサス州上院の委員会で証言し、米国医師外科医協会によってYouTubeに投稿された[33]。この中でマッカローは、「50歳未満の人と回復者にはワクチンは必要ない」「COVID-19の無症候性感染の証拠はない」など、COVID-19とCOVID-19のワクチンについて虚偽の主張を行った[33]。
- 2021年4月、極右団体ジョン・バーチ・ソサエティの雑誌『ニュー・アメリカン』誌のインタビューに応じ、COVID-19ワクチンを原因とする膨大な数の死者が出ていると虚偽の主張をするなど、ワクチン接種反対のメッセージを展開した[27]。
- 2021年5月、インタビューで、COVID-19ワクチンは「不正確で、誤解を招きやすく、証拠に裏付けられていない」ものであり、回復者は再感染しないのでワクチン接種の必要はない、ワクチンは危険であると主張した[34]。
- 2021年12月、マッカローは「ジョー・ローガン・エクスペリエンス」に出演し、否定された陰謀論と誤った情報「COVID-19のパンデミックは計画されたもの」「スパイクタンパク質は細胞死を引き起こす」「医療当局は陰謀を企てヒドロキシクロロキンやイベルメクチンを違法に抑制するために共謀している」などを主張した[31][32][36]。
- 2022年6月の設立以来、マッカローはフロリダを拠点とするサプリメントおよび遠隔医療会社であるザ・ウェルネス・カンパニーの最高科学責任者を務めている[37][38]。
- 2022年10月、米国内科医局（ABIM）は、COVID-19ワクチンに関する誤った情報を広めたことを理由に、マッカローの認定医資格を取り消すよう勧告した[7]。